# فارتون عدن

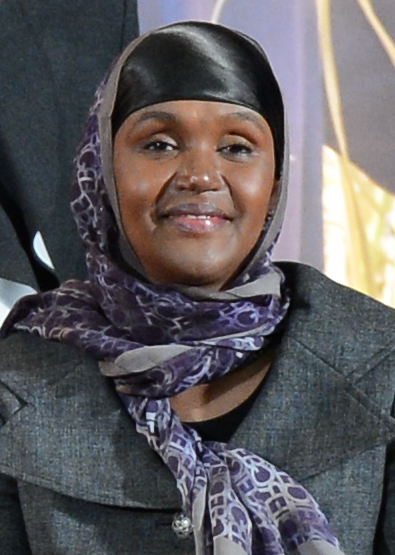
نگاره فارتون عدن در ۲۰۱۳

فارتون عدن (سومالیایی: Fartuun Aadan؛ کنشگر اهل سومالی است. وی همچنین برندهٔ جوایزی همچون جایزه بین‌المللی زنان شجاع شده‌است.
عدن در سومالی بزرگ شد. او با المن علی احمد، یک کارآفرین محلی و فعال صلح، ازدواج کرد و دارای چهار دختر شد.
در سال ۱۹۹۶، در طول جنگ داخلی، شوهر او در نزدیکی خانه خود در جنوب موگادیشو کشته شد. پس از آن عدن در سال ۱۹۹۹ به کانادا مهاجرت کرد.
او در سال ۲۰۰۷ به سومالی بازگشت تا از صلح و حقوق بشر دفاع کند.

## جوایز
در سال ۲۰۱۳، به عدن جایزه بین‌المللی زنان شجاع از وزارت امور خارجه ایالات متحده آمریکا اهدا شد.
در سال ۲۰۱۴، او همچنین جایزه‌ای از دولت آلمان برای همکاری با مرکز صلح و حقوق بشر آلمان دریافت کرد.
فارتون عدن به‌همراه دخترش ایلواد المان در میان نامزدهای نهایی جایزه آورورا برای بیداری بشریت در سال ۲۰۱۷ بودند.